# Звирњача
Звирњача је насељено мјесто у Босни и Херцеговини, у општини Купрес, које административно припада Федерацији Босне и Херцеговине. Према попису становништва из 2013. у насељу је живјело 132 становника.

## Становништво
Према попису 1991. укупно: 317
| Националност       | 1991.        |
| Хрвати             | 314 (99,05%) |
| Срби               | 2 (0,63%)    |
| остали и непознато | 1 (0,31%)    |
| укупно             | 317          |